# 海底隧道

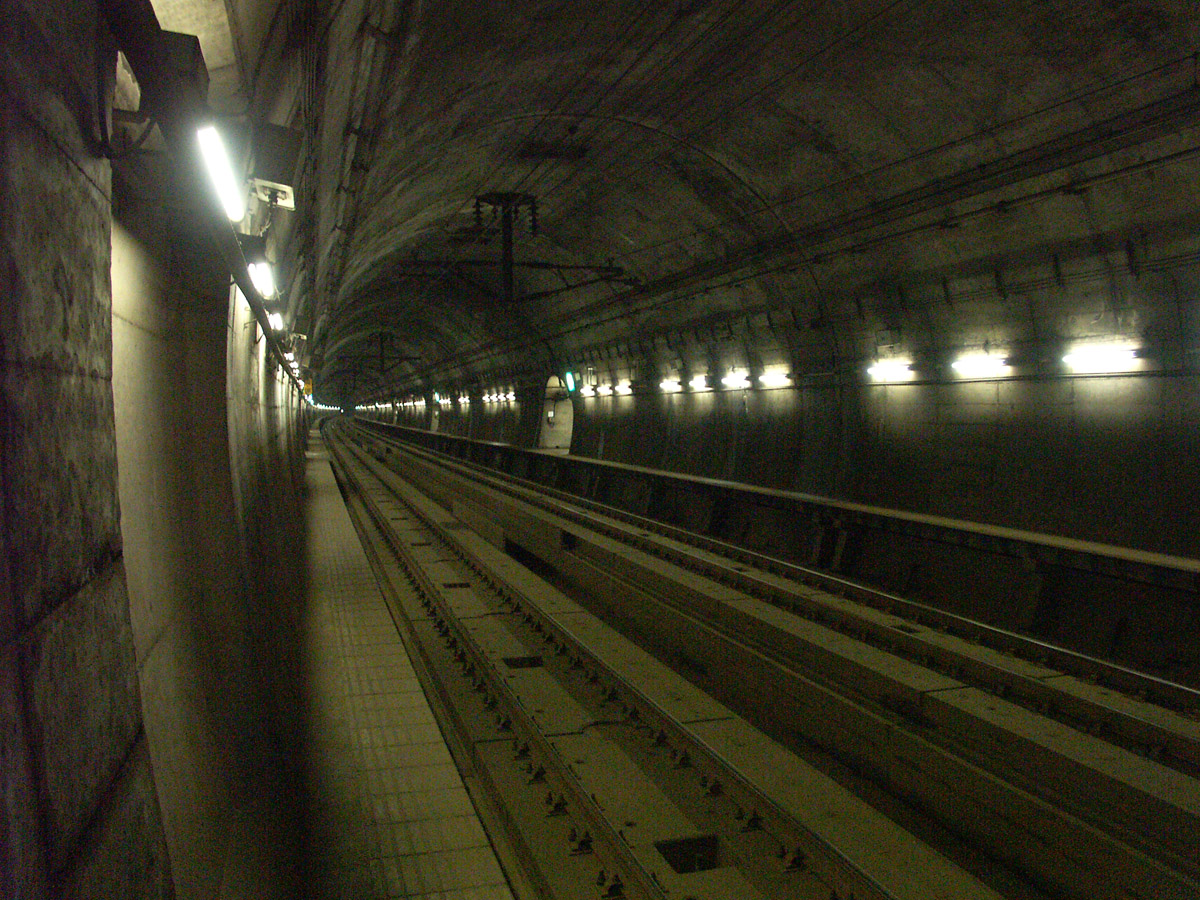
青函隧道內的吉岡海底車站

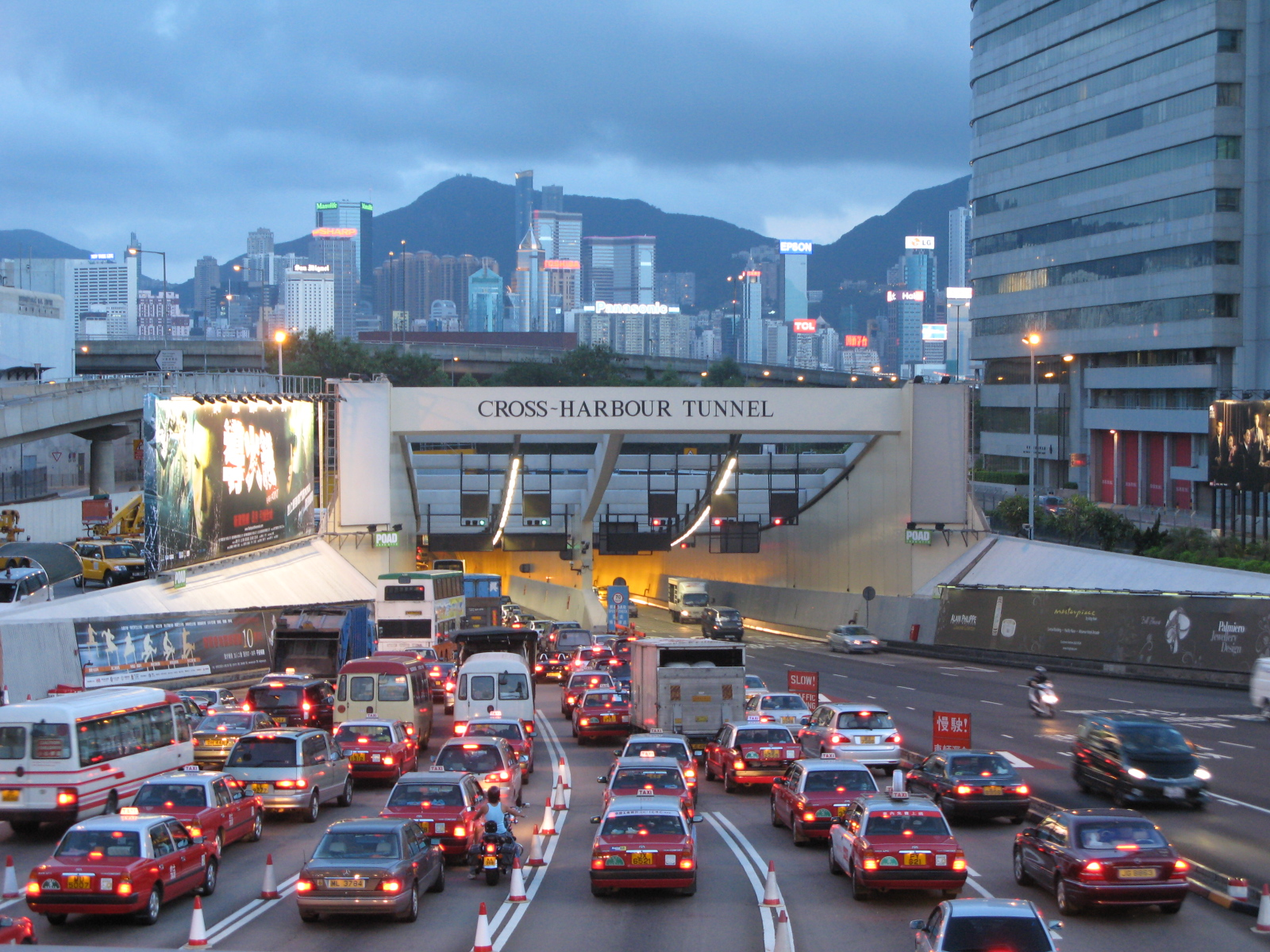
香港海底隧道的北面出入口

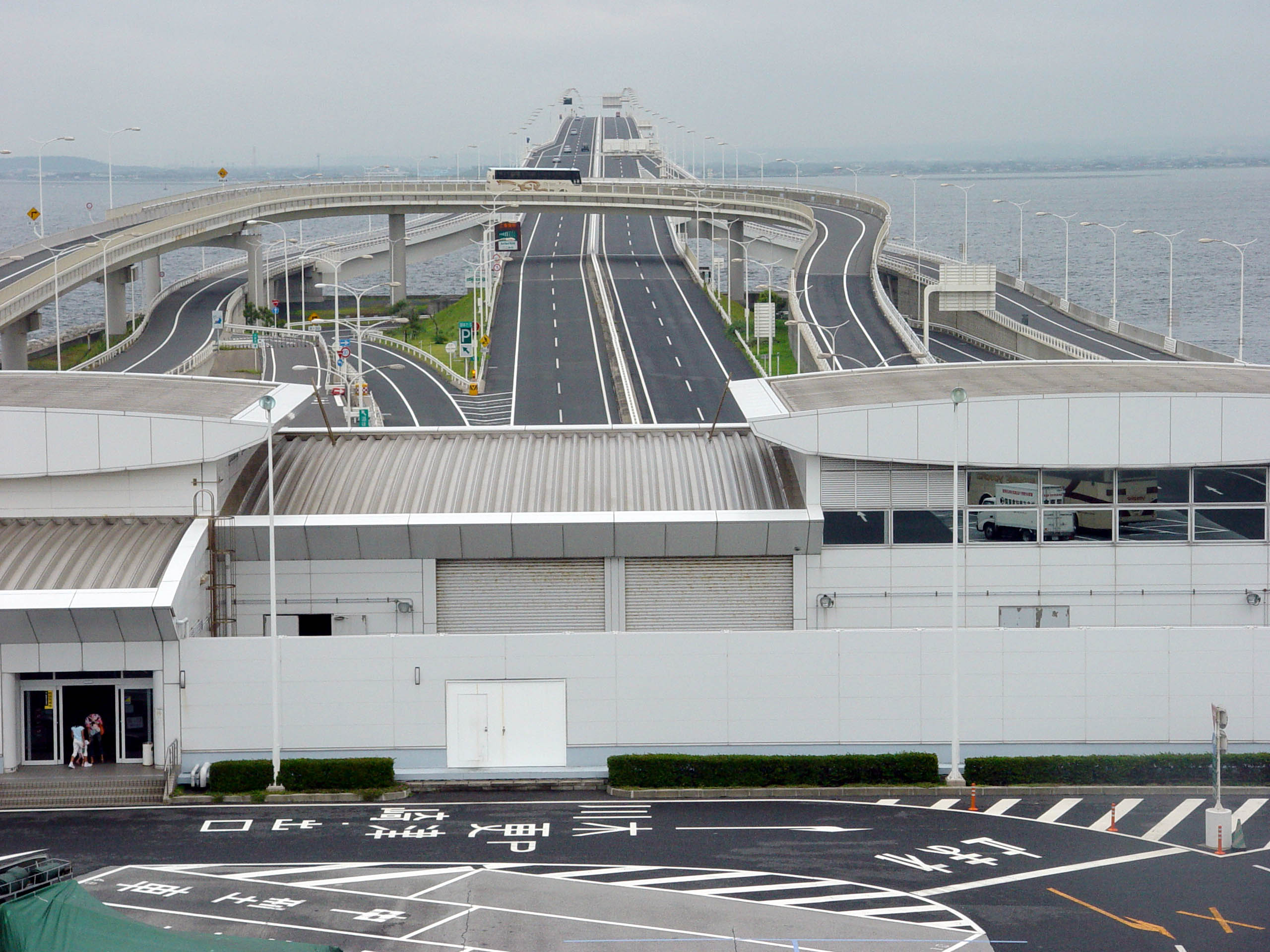
「海螢」人工島，為海底隧道與跨海大橋的銜接處

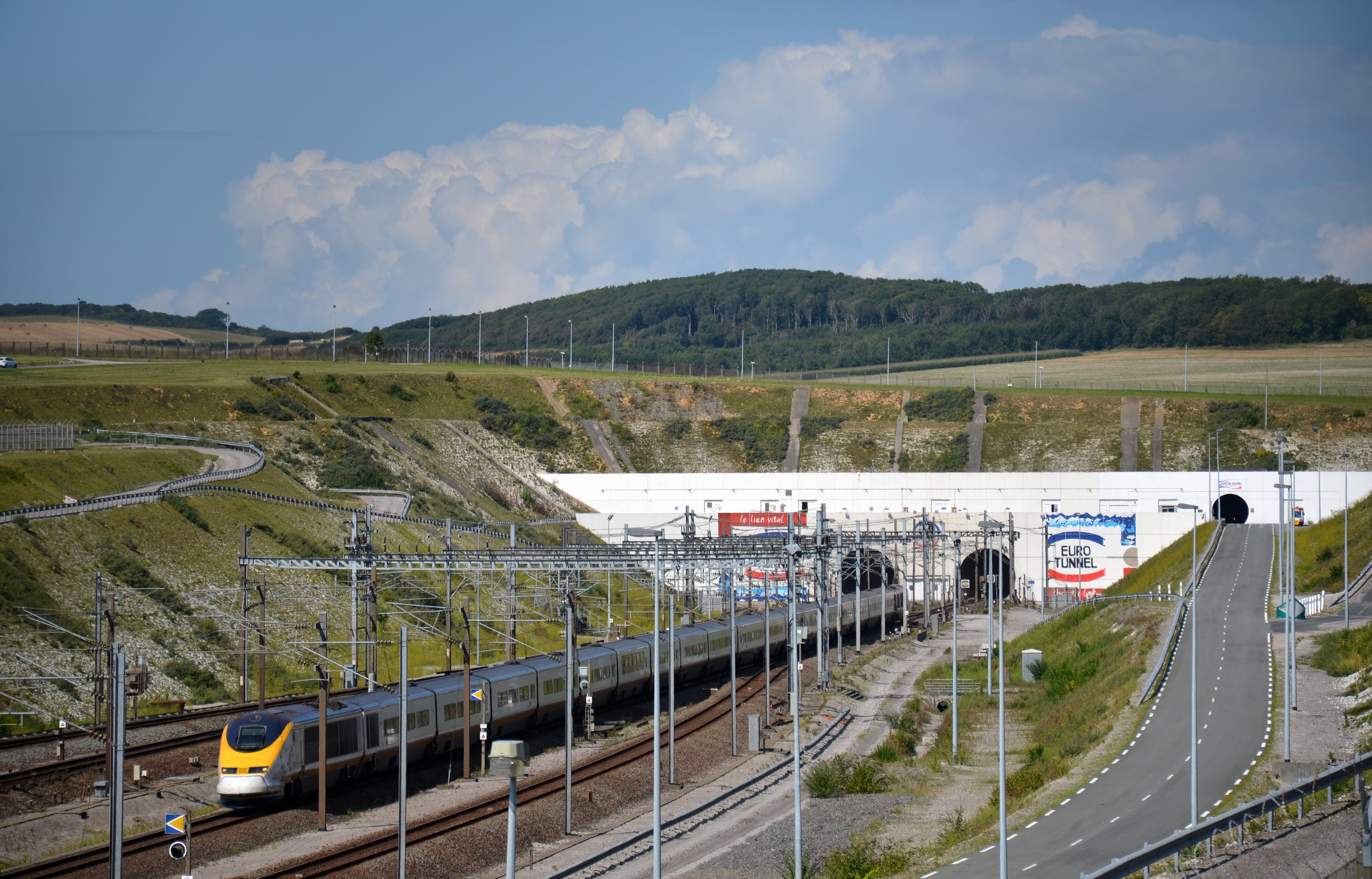
法国科凯勒附近的英法海底隧道入口

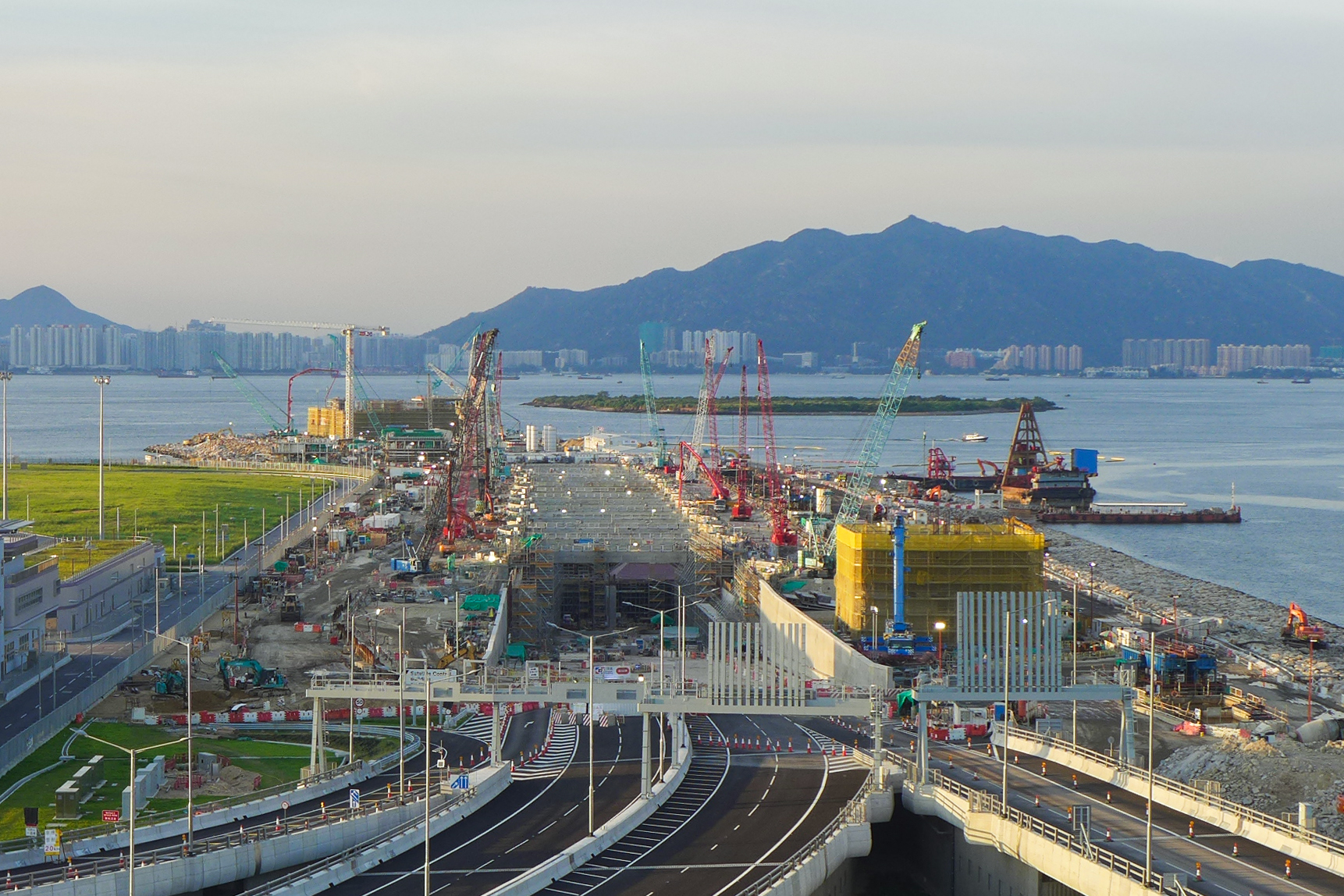
興建中的屯門-赤鱲角隧道（2019年7月）

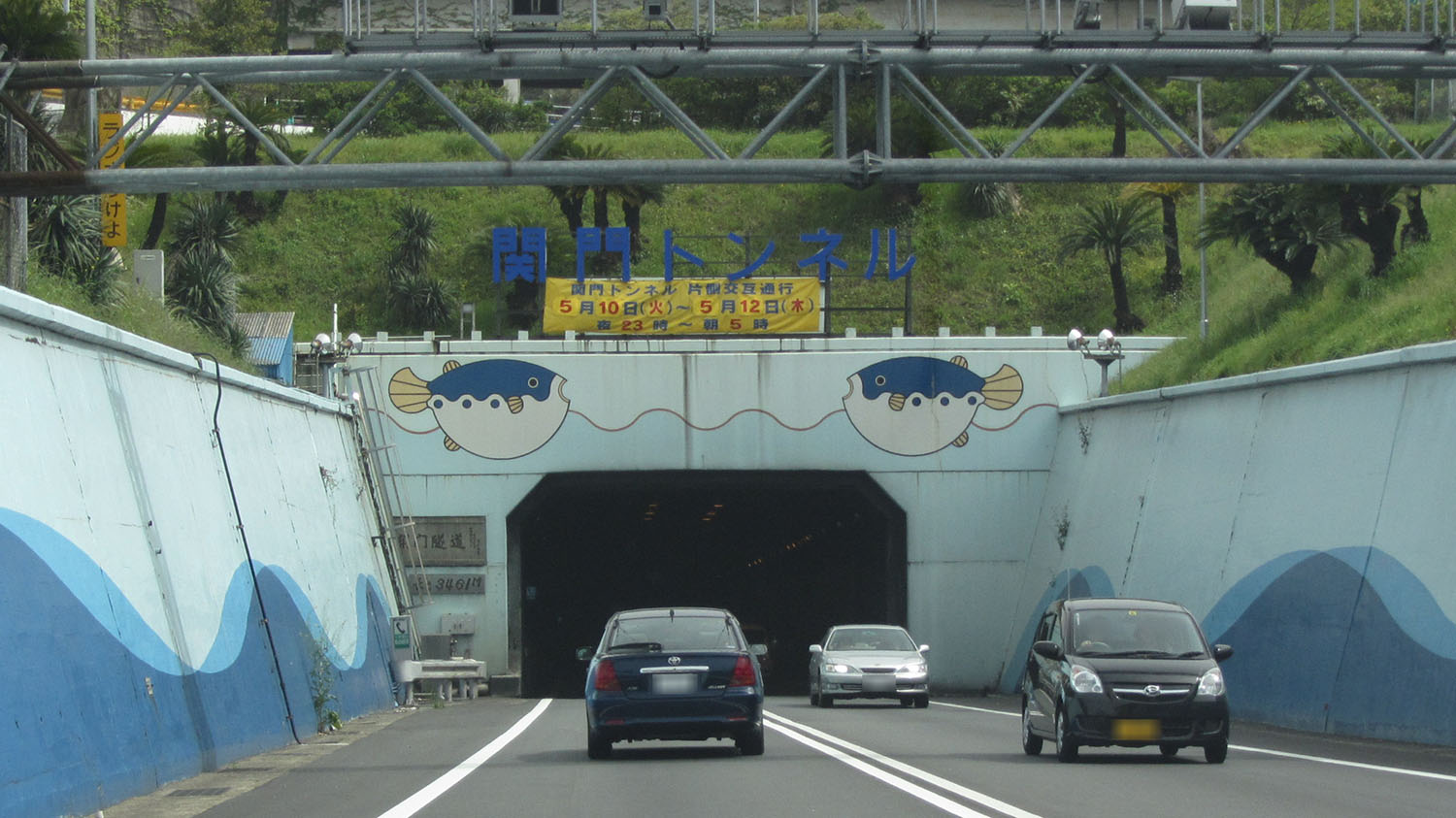
關門隧道 下關側車道出入口

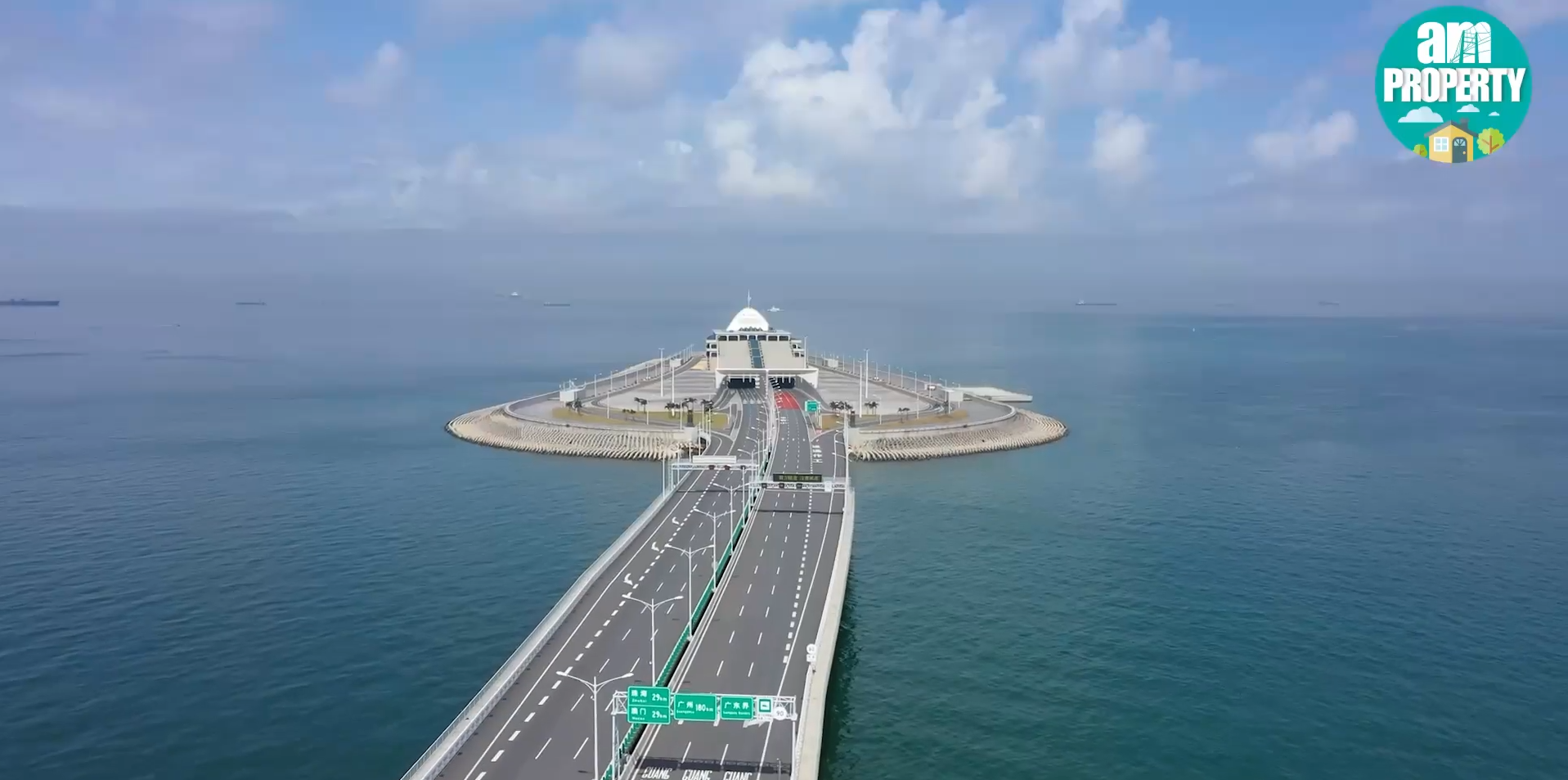
港珠澳大橋东出入口人工島

海底隧道是在海底建造的连接海峡两岸的隧道，是供車輛、鐵路、行人通行的。海底隧道大可分为海底段、海岸段和引道三部分。其中海底段是主要部分，它埋置在海床底下，两端与海岸连接，再经过引道，与地面线路接通。通常来说建造海底隧道还要同时在两岸设置竖井，安装通风、排水、供电等设备。

## 世界著名海底隧道

### 公路過海隧道/隧橋
- 關門隧道（公路隧道，隧道部分全長3.461公里，西元1958年建成，世界最早建設公路海底隧道）
- 青島胶州灣第二隧道（公路隧道，隧道部分全長15.89公里，建設中）
- 吕菲尔克隧道（公路隧道，隧道部分全長14.3公里，西元2020年建成，世界第一長的公路海底隧道）
- 東京灣跨海公路（高速公路隧橋，隧道部分全長9.61公里，西元1997年建成，日本第四長的公路隧道）
- 廈門同安海底隧道（公路隧道，隧道部分全長8.74公里，建設中）
- 青島胶州灣隧道（公路隧道，隧道部分全長7.797公里，西元2011年建成，中國第一長的公路海底隧道）
- 深中通道（公路隧橋，隧道部分全長6.72公里，2024年6月30日开通）
- 港珠澳大橋（公路隧橋，隧道部分全長6.648公里[1][2][3]）
- 廈門海沧海底隧道（公路隧道，隧道部分全長6.293公里）
- 廈門翔安海底隧道（公路隧道，隧道部分全長6.05公里，中國大陸第一座海底隧道）
- 大連灣海底隧道（公路隧道，隧道部分全長5.14公里）
- 歐亞隧道（公路隧道，全長5公里，又稱亞歐隧道）
- 屯門-赤鱲角隧道（公路隧道，全長5公里）
- 巨加大橋（公路隧橋，隧道部分全長3.7公里）
- 濱海高速公路 (新加坡)（高速公路隧道，隧道部分全長3.5公里，海底段長0.42公里）
- 汕頭蘇埃灣海灣隧道（公路隧道，隧道部分全長3.0475公里，建設中）
- 東區海底隧道（公鐵隧道，全長2.29公里）
- 寧波西店灣海底隧道（公路隧橋，隧道部分全長2.28公里，建設中）
- 深圳媽灣跨海通道（公路隧道，隧道部分全長2.063公里，建設中）
- 西區海底隧道（公路隧道，全長2公里）
- 海底隧道 (香港)（公路隧道，全長1.86公里，又名紅磡海底隧道）
- 高雄港過港隧道（公路隧道，全長1.67公里，海底段長0.44公里，臺灣第一座海底隧道）
- 切薩皮克灣隧橋（公路隧橋，隧道部分全長1.6公里）

### 鐵路過海隧道
- 青函隧道（鐵路隧道，全長53.85公里，世界第一長的海底隧道，世界第二長隧道）
- 英法海底隧道（鐵路隧道，全長50.5公里，世界第二長的海底隧道，世界第三長隧道，海底段長37.9公里世界第一長）
- 金塘海底隧道（鐵路隧道，全長16.2公里，建設中）
- 獅子洋隧道（鐵路隧道，全長10.8公里，中國第一座海底高鐵隧道）
- 汕头湾隧道（鐵路隧道，全長9.781公里，中國第一座时速350公里海底高鐵隧道，建設中）
- 湛江灣隧道（鐵路隧道，全長9.64公里，建設中）
- 馬爾馬拉隧道（鐵路隧道，海底段長1.39公里）

### 捷運/地鐵/輕軌過海隧道
- 舊金山
  - 跨灣隧道（車站間距全長10公里，海底段5.8公里）
- 香港
  - 東鐵綫（香港第四條過海鐵路）
  - 荃灣綫（香港第一條過海鐵路）
  - 將軍澳綫（東區海底隧道）
  - 東涌綫、機場快綫（西區沉管隧道）
- 廈門
  - 廈門地鐵2號線（海滄灣公園站-郵輪中心站車站間距全長2.797公里，海底段2.21公里，中國大陸第一座地鐵海底隧道）
  - 廈門地鐵3號線（五緣灣站-國際博覽中心站車站間距全長6.519公里，海底段3.93公里）
  - 廈門地鐵6號線（馬鑾中心站-集美島站車站間距全長7.6公里，海底段1.45公里，建設中）
- 青島
  - 青島地鐵8號線（大洋站-青岛北站 (地铁)車站間距全長7.9公里，海底段5.4公里）
  - 青島地鐵1號線（鳳凰島站-團島站車站間距全長8.1公里，海底段3.49公里）
- 大連
  - 大連地鐵5號線（大連站 (地铁)-梭魚灣南站車站間距全長2.882公里，海底段2.31公里）
- 澳門
  - 澳門輕軌橫琴線（澳門輕軌橫琴線河底隧道，正進行列車測試）
  - 澳門輕軌東線（澳門輕軌東線澳氹海底隧道，興建中）
- 赫爾辛基
  - 赫爾辛基地鐵

## 施工方式
- 沉管式隧道（又名「沉箱工法」）
- 鑽挖式隧道（又名「潛盾工法」）
- 明挖回填式隧道

## 計畫中海底隧道
- 直布羅陀海峽通道（最早在1930年代被提出，連結南歐伊比利亚半岛和北非摩洛哥，海峽最窄處寬14.3公里，但最深處達300公尺，深掘工程浩大，預計將花費100億美金。）
- 日韩海底隧道（最早在1930年代隨大東亞縱貫鐵道被提出，連接日本九州與韓國，經由壹岐島與对马岛,目前有三個方案，由於政治與經濟效益疑慮，目前還在討論階段。相关新闻）
- 台湾海峡通道（最早在1940年代被提出，連接中國大陸南部沿海地區與臺灣本島，有北中南三線方案，長度最短至少124公里，由於有地震、颱風等天候因素威脅，施工與營運安全風險大，加上政治與成本因素，可行性極低，目前僅中華人民共和國政府方面較有積極的計畫。）
- 白令海峽通道（最早在1980年代被提出，連結北亞楚科奇半岛與北美阿拉斯加州，經由拉特曼諾夫島與小代奧米德島，有全隧道、全橋梁和隧橋方案，隧道長度約40~90公里，海峽最深不超過55公尺，克服水文難度低，但由於地處寒帶，低溫對施工與維護都是極大考驗，加上連結地區人煙稀少，經濟效益低，預計費用120億美金。中國新聞網）
- 渤海海峡跨海通道（1990年代被提出，連結山东半岛烟台市與辽东半岛大连市，又稱煙大海底隧道，隧道長度至少100公里，有地震與生態破壞的風險，加上技術與管理上的困難。）
- 中韩海底隧道（2000年代被提出，連接山東半島與朝鲜半岛，目前有四個方案，全長皆超過200公里以上，工程過度浩大，目前僅列長期研究課題尚無下文。[4]）
- 琼州海峡隧道（連接海南岛和中国大陆雷州半岛，隧道長度至少20公里。）
- 芬蘭灣赫爾辛基到塔林的海底隧道。
- 马来西亚槟城海底隧道。